# Audre Lorde
Audrey (Audre) Geraldine Lorde (New York, 8 februari 1934 – Saint Croix (Amerikaanse Maagdeneilanden), 17 november 1992) was een Caraïbisch-Amerikaanse feministische, activistische schrijfster, dichteres en universitair docent. Zij is bekend voor het gebruik van emotie in haar gedichten en relateerde haar gedichten en verhalen vaak aan de onderdrukking van zwarte, lesbische vrouwen. Audre Lorde hield zich bezig met de identiteit van zwarte vrouwen in Amerika en hun rol in de feministische beweging. Hierover deed zij de bekende uitspraak: "the master's tool will never dismantle the master's house", tevens de titel van een essay dat is gepubliceerd in de bundel: Sister Outsider: Essays and Speeches.

## Levensloop
Lorde werd in New York geboren als de dochter van immigranten uit het Caribisch gebied (Barbados en Carriacou). Zij had een moeilijke relatie met haar ouders, vooral haar moeder, en zocht al op jonge leeftijd toevlucht in literatuur en poëzie. Over haar relatie met haar moeder schreef ze later in gedichten als Story books on a kitchen table (Coal).
Lorde studeerde aan Hunter College in New York en haalde in 1961 een master in bibliotheekwetenschap van de Columbia-universiteit in New York. Ze werkte daarna in een bibliotheek in New York en trouwde met advocaat Edwin Rollins, van wie ze in 1970 scheidde. Lorde en Rollins kregen samen twee kinderen.
In 1968 werd Lorde writer in residence aan Tougaloo College in Mississippi.
Daar ontmoette ze hoogleraar psychologie Frances Clayton, die tot 1989 haar partner zou blijven. 
Lorde doceerde aan verschillende colleges en universiteiten, zoals Lehman College (1969-1970), John Jay College of Criminal Justice (1970-1981), Hunter College (vanaf 1981, alle drie onderdeel van de City University of New York, CUNY) en de Vrije Universiteit Berlijn (1984-1990).
Lorde werd in 1978 gediagnosticeerd met borstkanker. Na 14 jaar overleed ze aan kanker in 1992. Over haar ziekte schreef ze Cancer Journals (1980).

## Werk

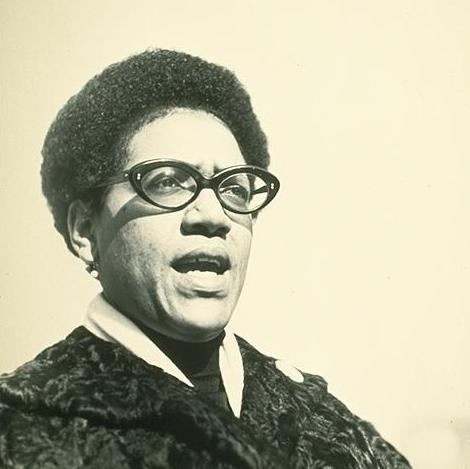
Audre Lorde, foto door Elsa Dorfman

Lordes gedichten en proza hebben een enorme invloed gehad op feministisch denken en schrijven. Ze beschreef zichzelf als: “zwart, lesbisch, moeder, strijder, dichter,” en bracht dit in haar werk naar voren. Ze besprak thema's als racisme, seksisme en homofobie op een kritische manier.
Lorde benadrukte het belang van intersectionaliteit: de erkenning dat verschillende (onderdrukkende) factoren tegelijkertijd en op verschillende manieren kunnen werken. Zij legde uit onderdrukt te zijn als vrouw, dubbel onderdrukt te zijn als zwarte vrouw, en driedubbel onderdrukt te zijn als lesbische zwarte vrouw. Lorde bekritiseerde het onderliggende racisme in de mainstream (grotendeels witte) feministische beweging. Lorde pleitte voor inclusiviteit en diversiteit binnen de (Amerikaanse) vrouwenbeweging.
Haar autobiografische boek Zami: A New Spelling of My Name: A Biomythography (1982, in het Nederlands uitgebracht in 1985 onder de titel Zami, een nieuwe spelling van mijn naam) noemde ze een 'biomythografie'; een combinatie van biografie en mythografie. In het boek beschrijft ze haar eigen leven en verhalen van veel andere vrouwen. De Nederlandse organisatie voor zwarte, migranten- en vluchtelingenvrouwen Zami is naar het boek genoemd. 

## Sister Outsider
In 1984 werden een aantal essays en lezingen van Lorde uitgebracht onder de titel Sister Outsider: Essays and Speeches.
De eerste Nederlandse vertaling verscheen in 1985, onder de titel Oog in oog: essays en lezingen. De titel was gekozen omdat een van de essays in Sister Outsider de titel 'Eye to Eye: Black Women, Hatred and Anger' droeg. De vertaling was gemaakt door Tilly Schel.
Het zou tot 2002 duren voordat het werk in drie andere talen werd vertaald; vanaf 2014 volgden nog vertalingen in nog eens zes talen elkaar in snel tempo op.
Een nieuwe Nederlandse vertaling, onder de titel Sister Outsider verscheen in 2020; een teken van een "ware heropleving" van de belangstelling voor haar werk. De tekst werd vertaald door Jenny Mijnhijmer, en voorzien van een voorwoord door Anousha Nzume.
Het vertalen/hertalen van het ritmisch rijke, symbolische en poëtisch-cryptische werk van Lorde was, in de woorden van de vertaalster, een uitdaging. "Ik heb geprobeerd te luisteren naar de muziek van elke zin." Daarbij moest ze laveren tussen de compactheid die de Engelse tekst kenmerkte en een meer beschrijvende hertaling die de kern van wat ze wilde overbrengen het dichtste benaderde. Als voorbeeld geeft ze het bekende citaat: 

The Master's Tools Will Never Dismantle the Master's House
— uit het gelijknamige essay uit 1984 (oorspronkelijk geschreven voor een conferentie in 1979)

Eerst zocht ze naar een vertaling van de kern van haar boodschap: "een systeem ontmantelen is onmogelijk als je binnen de parameters van datzelfde systeem blijft." Maar uiteindelijk koos ze voor: "Het gereedschap van de meester zal het huis van de meester nooit afbreken."

## Nederland: Actiegroep Sister Outsider
In Nederland werd Lordes kritiek op het witte feminisme gereflecteerd door de actiegroep Sister Outsider. De groep werd opgericht door onder anderen Tania Leon en Gloria Wekker, en was vernoemd naar de gelijknamige bundel van Audre Lorde.

## Trivia

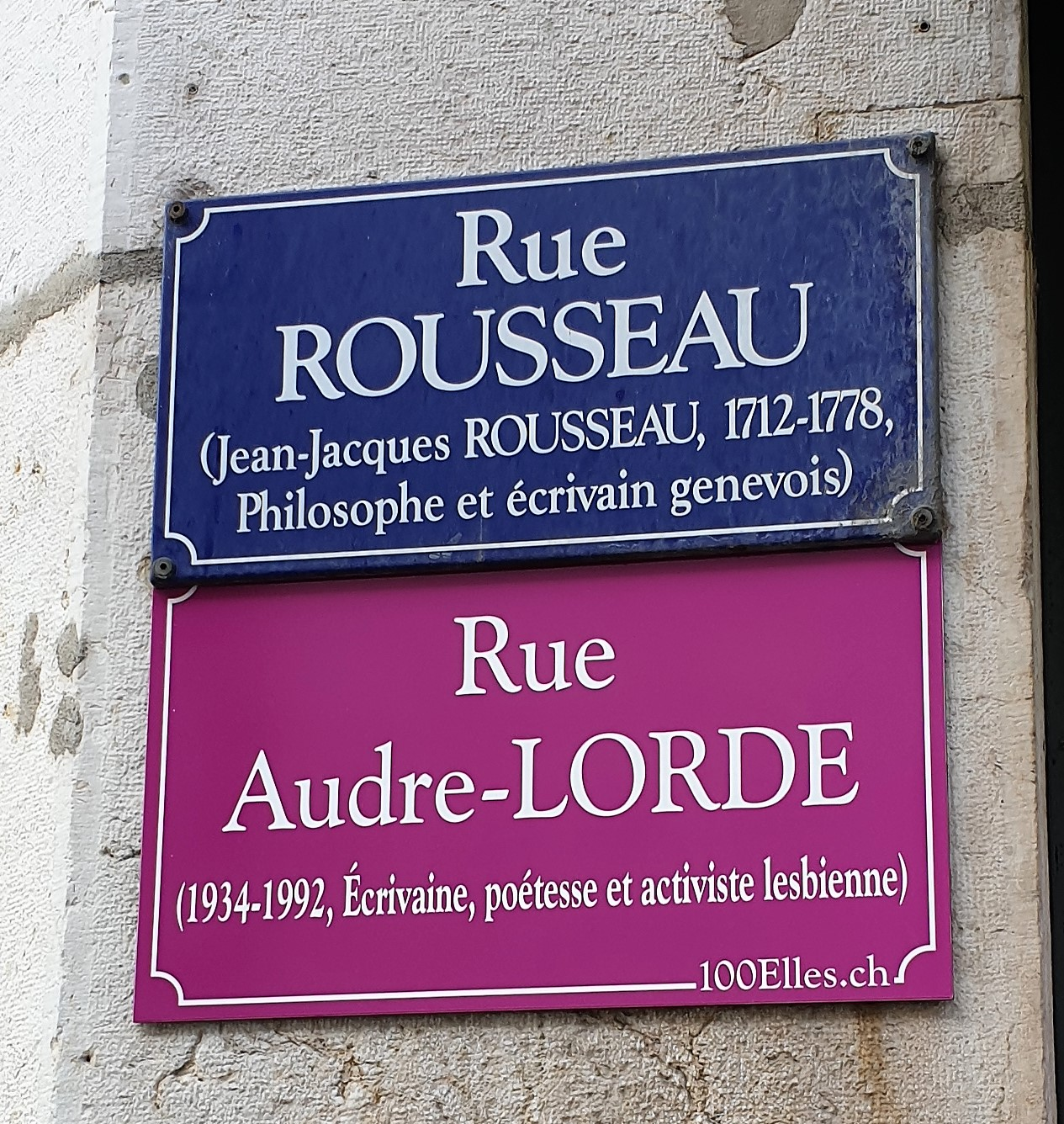
Alternatief straatnaambord van de actie 100Elles* in Genève, 2019.

- In 2019 werd in Genève door de actie 100Elles* een alternatief straatnaambord opgericht ter ere van Audre Lorde.

## Hommage
- The Audre Lorde Project[23]
- Audre Lorde Award voor lesbische dichtkunst[24]

## Films
- 1995 - A Litany for Survival: The Life and Work of Audre Lorde (documentaire van Michelle Parkeson)
- 2002 - The Edge of Each Other's Battles: The Vision of Audre Lorde (documentaire van Jennifer Abod)
- 2012 - Audre Lorde - The Berlin Years 1984 to 1992 (documentaire van Dagmar Schultz)